# Musikvermittlung
Mit der Bezeichnung Musikvermittlung werden vor allem konzertpädagogische Tätigkeitsfelder belegt, zunehmend aber auch unterrichtspädagogische Gebiete (Elementare Musikpädagogik, Instrumental- und Gesangspädagogik, Schulmusik) und das Thematisieren von Musik in den Medien (Musikjournalismus). „Musikvermittlung“ ist heute „einer der meistverwandten Begriffe im Musikleben“ und „ein selbstverständlicher, wenn auch immer neu zu hinterfragender Bestandteil unserer Musikwelt“.

## Tätigkeitsfelder
Musikvermittlung soll „Neugier auf Musik und (neue) Hörerfahrungen […] wecken“, „Beziehungen zur Musik stiften und die unmittelbare Erfahrung von Musik anbahnen“, „und zwar bei Menschen jeden Alters und unterschiedlicher Herkunft, Sozialisation und Bildung“.
Die Konzertpädagogik ist bei Orchestern, an Opernhäusern und Musiktheatern, an Konzerthäusern und in Musikfestivals, aber auch in der freien Musikszene angesiedelt. Hier werden Programme konzipiert, denen spezifische Ideen zugrunde liegen; Einführungsveranstaltungen werden umsichtig vorbereitet; Auftritte werden moderiert oder multimedial gestaltet; Musiker kommen zu Wort oder werden szenisch aktiv; besondere Zielgruppen, etwa Kinder, Schulklassen oder Familien, werden gezielt angesprochen. Neben den Versuchen, das Publikum in die Veranstaltungen zu locken, stehen Versuche, die Veranstaltungen zum Publikum zu bringen. So besuchen Solo-, Kammer- und Orchestermusiker die unterschiedlichsten Einrichtungen, etwa im Organisationsrahmen von „Rhapsody in School“, einer Initiative des Pianisten Lars Vogt. Schließlich wird die Grenze zwischen Publikum und Künstlern auch ganz überschritten, z. B. in Workshops, an deren Ende Kinder, Jugendliche oder Erwachsene erstmals auf der Bühne stehen.
Die Unterrichtspädagogik kümmert sich um Instrumental- und Gesangsunterricht in allen, vor allem neuen Formen. Sie bemüht sich um Rahmenbedingungen für das Lernen in der Praxisgemeinschaft, sei es an der allgemeinbildenden Schule („Jedem Kind ein Instrument“ und ähnliche Programme), sei es an der Musikschule (Ensemble- und Band-Projekte, umsichtig vorbereitete Klassenvorspiele). Um der jeweiligen Zielgruppe Musikinstrumente näherzubringen, werden „Instrumentenvorstellungen“ veranstaltet; das sogenannte „Instrumentenkarussell“ dient der sukzessiven Erprobung mehrerer Musikinstrumente. Methoden, die das Sich-Bewegen und das Singen konsequent nutzen, spielen in der Unterrichtspädagogik eine prominente Rolle, z. B. die Rhythmik und die Relative Solmisation.
Musikjournalistische Kompetenzen werden in den Printmedien und an den Rundfunkstationen verlangt, sind aber auch im Internet und bei Audio- und Videoproduktionen gefragt.

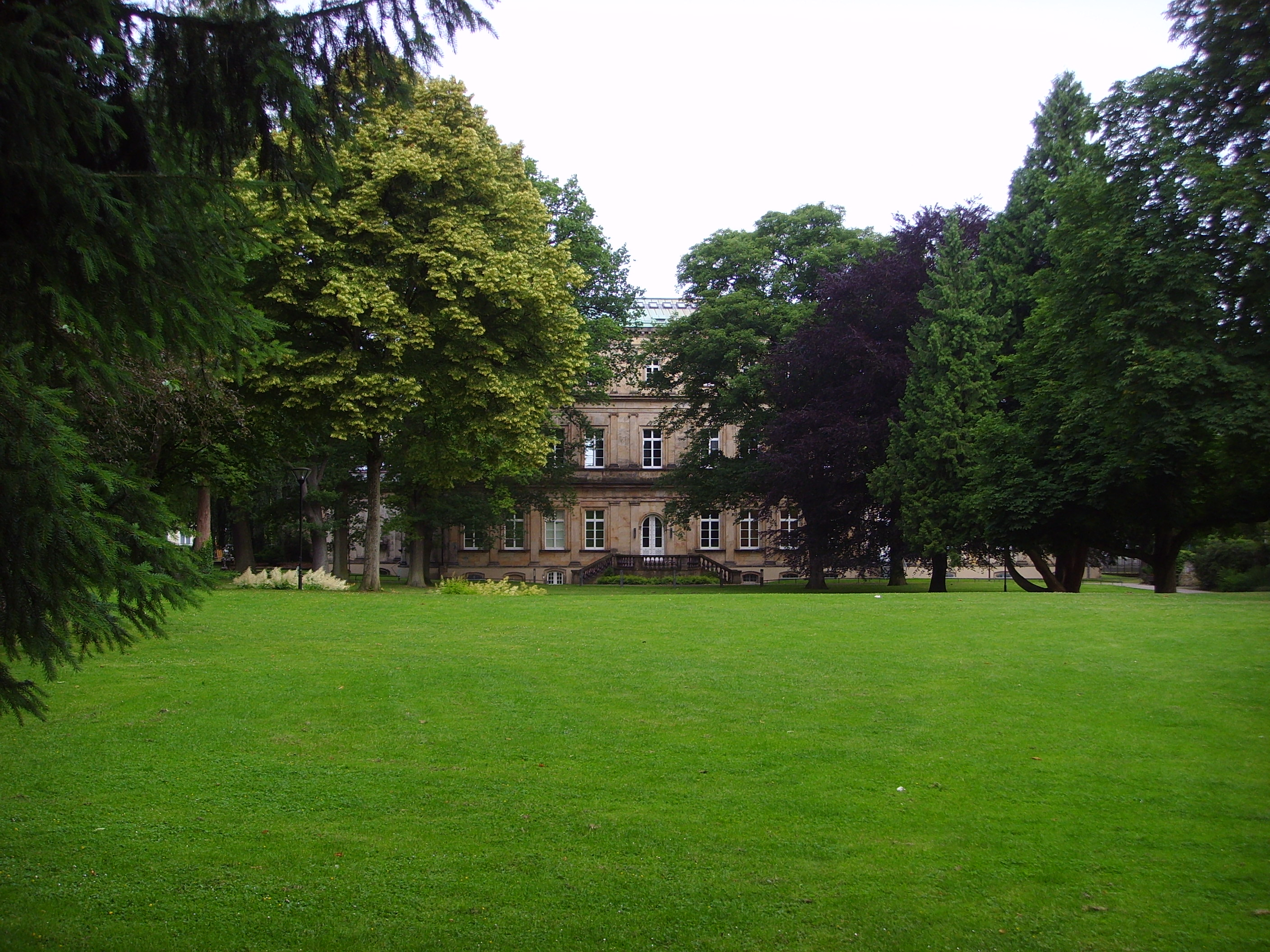
Hochschule für Musik Detmold

## Ausbildung
Der erste Studiengang, der den Namen „Musikvermittlung“ trug, war ein von Ernst Klaus Schneider initiierter konzertpädagogischer Studiengang an der Hochschule für Musik Detmold (1998) mit den Inhalten didaktische Interpretation von Musik, Ensemblepraxis, Moderations- und Sprechtraining, szenische und rhetorische Aspekte sowie Grundlagen der Öffentlichkeitsarbeit. Die Einrichtung von Musikvermittlung als Studienfach „war eine Reaktion auf die Legitimations- und Akzeptanzkrise des traditionellen Kulturlebens“, eine Krise, die schon in den 1970er Jahren zur Entwicklung der Museums- und Theaterpädagogik geführt hatte.
Mittlerweile bieten zahlreiche Musikhochschulen und Universitäten in Deutschland, Österreich und der Schweiz Bachelor- und Master-Studiengänge an, die „Musikvermittlung“ heißen und konzert- und unterrichtspädagogische sowie musikjournalistische Aspekte in unterschiedlichen Gewichtungen mischen.
Die Bachelor-Studiengänge an Musikhochschulen und Universitäten unterscheiden sich deutlich voneinander: An Musikhochschulen ist in der Regel eine umfassende Instrumental- bzw. Gesangsausbildung integriert, an Universitäten gibt es meist eine enge Kooperation mit dem musikwissenschaftlichen Institut; die Regelstudienzeit an Musikhochschulen beläuft sich allgemein auf acht, an Universitäten sechs Semester; die Ausbildung an den Musikhochschulen zielt u. a. auf Berufstätigkeit an Musikschulen und in der Privatmusikerziehung, während die Universitäten entweder das „Unterrichtsfach Musik“ an Grund- und Regelschulen oder „ein breites außerschulisches Berufsfeld“ etwa bei Musikveranstaltern und in den Medien erschließen. Als Zugangsvoraussetzungen werden meist das Abitur oder eine vergleichbare Vorbildung und eine fachbezogene Eignungsprüfung genannt.
Nachdem die Bachelor-Studiengänge die alten Diplom-Studiengänge fast vollständig abgelöst haben, treten nun Master-Studiengänge mit zahlreichen unterschiedlichen Profilschwerpunkten an die Stelle alter Aufbaustudien. Auch viele dieser Master-Studiengänge tragen den Namen Musikvermittlung, so in Augsburg, Detmold, Düsseldorf, Hamburg, Hannover, Karlsruhe, Linz, Lübeck, Trossingen und Zürich. In Hildesheim besteht die Möglichkeit, Kulturvermittlung mit Schwerpunktfach Musik zu studieren.
Andere Ausbildungsangebote akzentuieren die soziale Arbeit oder verstehen sich als berufsbegleitende Fortbildung z. B. für Kirchenmusiker.

## Geschichte
Im angelsächsischen Raum gab es bereits Ende des 19. Jahrhunderts Kinderkonzerte mit Vermittlungsanteilen. Berühmt geworden ist die 1958 ins Leben gerufene Konzertreihe „Young People’s Concert“ („Konzert für junge Leute“) des Dirigenten Leonard Bernstein. Ein früher einschlägiger Beleg für das Wort „Musikvermittlung“ ist ein Aufsatz des Musikwissenschaftlers Hans Heinrich Eggebrecht von 1981 mit dem Titel Musikanalyse und Musikvermittlung.
Ende des 20., Anfang des 21. Jahrhunderts wurden mehr und mehr Musikvermittlungs-, Konzertpädagogik- bzw. „Education“-Programme in der Orchester-, Opern-, Konzert- und Festivallandschaft installiert; Musikhochschulen und Universitäten führten Musikvermittlungs-Studiengänge ein; Institutionen und Verbände, Initiativen und Wettbewerbe wurden gegründet. Folgende wichtige Stationen sind zu nennen:
- die Response-Projekte des Ensemble Modern in Berlin (1988) und Frankfurt (seit 1990);[11]
- die Gründung des Kölner Büros für Konzertpädagogik als des ersten freien konzertpädagogischen Dienstleisters in Deutschland (1997);[12]
- eine Studie, in der 76 deutsche Berufsorchester auf ihre musikvermittelnden Aktivitäten für ein junges Publikum hin befragt wurden (1998);[13]
- die Gründung des ersten deutschen Studiengangs „Musikvermittlung“ an der Hochschule für Musik Detmold (1998) durch Ernst Klaus Schneider, Joachim Harder und Hermann Große-Jäger;
- eine Initiative der Jeunesses Musicales (Sektion Deutschland) namens „Initiative Konzerte für Kinder“ mit dem Ziel, „das Konzertleben für Kinder im gesamten deutschsprachigen Raum institutionell besser und stabiler zu verankern“ (2000–2003);
- eine ständige Rubrik mit dem Titel „Musikvermittlung“ in der Neuen Musikzeitung (seit 2000);
- eine Festschrift anlässlich der Emeritierung des Detmolder Musikpädagogen Ernst Klaus Schneider (2001);[14]
- eine Annäherung von Musikpädagogik und Musikvermittlung auf der Jeunesses-Musicales-Tagung „Konzerte für Kinder – Zukunftsaufgabe für Orchester“ (2002);
- ein Projekttag „Kinder und Musik“ des Bundespräsidenten in Kooperation mit dem Deutschen Musikrat (2003);[15]
- eine erste Sammlung von Aufsätzen zum Thema „Musikvermittlung“ (2002);[16]
- die Gründung einer „Education“-Abteilung bei den Berliner Philharmonikern (2002);
- ein städteübergreifendes Musikvermittlungs-Festival der Städte Bonn, Köln, Düsseldorf und Duisburg (2004);[17]
- der breitenwirksame Film Rhythm Is It!, der von einem Tanzprojekt mit Berliner Schülerinnen und Schülern zu Igor Strawinskis Orchesterwerk Le sacre du printemps erzählt (2005);
- die Gründung eines „netzwerks junge ohren“ durch drei Institutionen: die Jeunesses Musicales (Sektion Deutschland), die Deutsche Orchestervereinigung und den Deutschen Musikverleger-Verband (2007);
- die „erste empirische Studie zu Fragen der konzeptionellen Gestaltung von Konzerten für Kinder im Kita-Alter“ (2008);[18]
- ein Masterstudiengang „Musikvermittlung/Musikmanagement“ und der Aufbau eines „Instituts für Musikvermittlung“ an der Hochschule für Musik Detmold (2009);
- eine umfangreiche Studie zur „Kunst, Musik zu vermitteln“ (2010);[19]
- eine vollständig überarbeitete Neuauflage der 2002 erschienenen Aufsatzsammlung (2011);[20] schließlich
- der sogenannte Bologna-Prozess, der über die Jahre zur Einführung zahlreicher „musikvermittelnder“ Veranstaltungen und Studiengänge an Musikhochschulen und Universitäten geführt hat.

## Fördermaßnahmen
Zu den Einrichtungen, die Musikvermittlung gezielt fördern, zählen neben dem „netzwerk junge ohren“ in Kooperation mit dem Bundesministerium für Familie, Senioren, Frauen und Jugend und der Strecker-Stiftung (junge ohren preis, eine Auszeichnung für „Konzertformate“, „Musikvermittlungsprojekte“ und „Projektideen im experimentellen Randbereich von Musik“, seit 2006) auch die deutsche Bundesregierung (BKM-Preis Kulturelle Bildung, eine Auszeichnung für „beispielhafte Projekte der kulturellen Vermittlung“, seit 2009), die Niedersächsische Sparkassenstiftung (Förderpreis Musikvermittlung, Förderung von „Projekten im Bereich Musikvermittlung und Konzertpädagogik“, ebenfalls seit 2009), die Körber-Stiftung (Körber Masterclass on Music Education, eine „Exzellenzinitiative für Musikvermittler“, seit 2010) und die Kulturstiftung des Bundes in Kooperation mit der Donaueschinger Gesellschaft der Musikfreunde (music academy Donaueschingen, ein „Forum der Begegnung, des Lernens, der Diskussion, der gegenseitigen Inspiration und der Auseinandersetzung mit grundsätzlichen Fragestellungen zur Gegenwartsmusik und deren Vermittlung“, seit 2011) sowie das vierjährige Vorläuferprojekt Netzwerk Neue Musik (2007–2011).

## Kritik
Der Musikjournalist Holger Noltze kritisiert „Musikvermittlung“ einerseits wegen ihrer Tendenz zu Reduktionismus, Vereinfachung, Verkleinerung und Unterkomplexität, andererseits als „Musikvermittlung in der ‚Blase‘“, womit er meint, dass mit Programmen der Musikvermittlung, „sobald man den schulischen Rahmen verlässt, überwiegend nur noch die erreicht werden, bei denen eine musikalische Sozialisation bereits vorhanden ist, weil ein Instrument gelernt oder jedenfalls gelegentlich ein Konzert besucht wird“. Noltzes Vorschlag ist nicht etwa, „die Bemühung um Vermittlung einzustellen, sondern genau andersherum: sie zu intensivieren, zu verschärfen, zu erweitern“.
In eine ähnliche Richtung argumentiert der Musikpädagoge Hans-Christian Schmidt-Banse, der „harmlose Spielkonzepte“ und die „Dünnblütigkeit“ vieler Vermittlungsansätze kritisiert: „Die eigentliche Faszination entfaltet Musik erst im konzertanten Zauber des Augenblicks.“
Eine kritische Gegenposition bezieht der Komponist Bernhard König, der die Rekrutierung von jungem Konzertpublikum als Zielsetzung von Musikvermittlung ablehnt. Stattdessen fordert er, Musikvermittlung als Selbstzweck aufzuwerten und sie zu nutzen, um heterogene gesellschaftliche Gruppen „miteinander ins Gespräch zu bringen und so den Reichtum fruchtbar zu machen, der sich hinter den kulturellen und generationellen Brüchen verbirgt“.
Als eine praktische Umsetzung dieses Ansatzes kann etwa das Begleitprogramm „No Education“ der Ruhrtriennale verstanden werden, zu dem es auf der Projekthomepage heißt: „Es geht nicht primär um Bildung, sondern um (…) eine Haltung, die man nicht unterrichten, vermitteln oder erzwingen kann, sondern nur praktizieren.“

### Bücher mit Themenschwerpunkt
- Anke Eberwein: Konzertpädagogik. Konzeptionen von Konzerten für Kinder und Jugendliche, Hildesheim 1998, ISBN 978-3980575461.
- Musik – Vermittlung – Leben. Festschrift für Ernst Klaus Schneider, hrsg. von Ortwin Nimczik, Essen 2001, ISBN 978-3-89206-063-5.
- Spielräume Musikvermittlung. Konzerte für Kinder entwickeln, gestalten, erleben, hrsg. von Barbara Stiller, Constanze Wimmer und Ernst Klaus Schneider, Regensburg 2002, ISBN 978-3-932581-53-3.
- Ulrike Schwanse: Familienkonzerte in Kooperation mit Grundschulen – ein Konzept und seine Wirkungen, Essen 2004, ISBN 978-3-00-013415-9.
- Sabine Germann: Zukunftsmodell Konzertpädagogik. Eine Studie zur Begegnung von Schulen und Sinfonieorchestern, Saarbrücken 2006, ISBN 978-3-89727-342-9.
- Christine Mast und Catherine Milliken: Zukunft@BPhil. Die Education-Projekte der Berliner Philharmoniker. Unterrichtsmodelle für die Praxis, Mainz 2008, ISBN 978-3-7957-0151-2.
- Musikpädagogik auf dem Wege zur Vermittlungswissenschaft? Sitzungsbericht 2007 der Wissenschaftlichen Sozietät Musikpädagogik, hrsg. von Martin Pfeffer, Christian Rolle und Jürgen Vogt, Hamburg 2008, ISBN 978-3-8258-0862-4.
- Barbara Stiller: Erlebnisraum Konzert. Prozesse der Musikvermittlung in Konzerten für Kinder, Regensburg 2008, ISBN 978-3-932581-90-8.
- Rebekka Hüttmann: Wege der Vermittlung von Musik. Ein Konzept auf der Grundlage allgemeiner Gestaltungsprinzipien, Augsburg 2009, ISBN 978-3-89639-658-7.
- Das Konzert. Neue Aufführungskonzepte für eine klassische Form, hrsg. von Martin Tröndle, Bielefeld 2009, ISBN 978-3-8376-1087-1.
- Constanze Wimmer: Musikvermittlung im Kontext. Impulse – Strategien – Berufsfelder, Regensburg 2010, ISBN 978-3-940768-19-3.
- Hörräume öffnen – Spielräume gestalten. Konzerte für Kinder, hrsg. von Ernst Klaus Schneider, Barbara Stiller und Konstanze Wimmer, Regensburg 2011, ISBN 978-3-940768-29-2.
- neues hören und sehen … und vermitteln. Pädagogische Modelle und Reflexionen zur Neuen Musik, hrsg. von Michael Dartsch, Sigrid Konrad und Christian Rolle, Regensburg 2012, ISBN 978-3-940768-34-6.
- polyphonie.vernetzt. Perspektiven multimedialer Musikvermittlung, hrsg. von Michael Schmidt, Regensburg 2012, ISBN 978-3-940768-33-9.
- Neue Musik vermitteln. Ästhetische und methodische Fragestellungen, hrsg. von Hans Schneider, Hildesheim 2012, ISBN 978-3-487-14834-2.
- Musikvermittlung – wozu? Umrisse und Perspektiven eines jungen Arbeitsfeldes, hrsg. von Wolfgang Rüdiger, Mainz 2014, ISBN 978-3-7957-0864-1.
- Lust auf Neues?! Wege der Vermittlung neuer Musik, hrsg. von Wolfgang Rüdiger, Augsburg 2020, ISBN 978-3-95786-225-9.
- Axel Petri-Preis: Musikvermittlung lernen. Analysen und Empfehlungen zur Aus- und Weiterbildung von Musiker_innen, Bielefeld 2022, ISBN 978-3-8376-6167-5.
- Tuning Up! The Innovative Potential of Musikvermittlung, hrsg. von Sarah Chaker und Axel Petri-Preis, Bielefeld 2022, ISBN 978-3-8394-5681-1.
- Handbuch Musikvermittlung – Studium, Lehre, Berufspraxis, hrsg. von Axel Petri-Preis und Johannes Voit, Bielefeld 2023, ISBN 978-3-8376-6261-0.

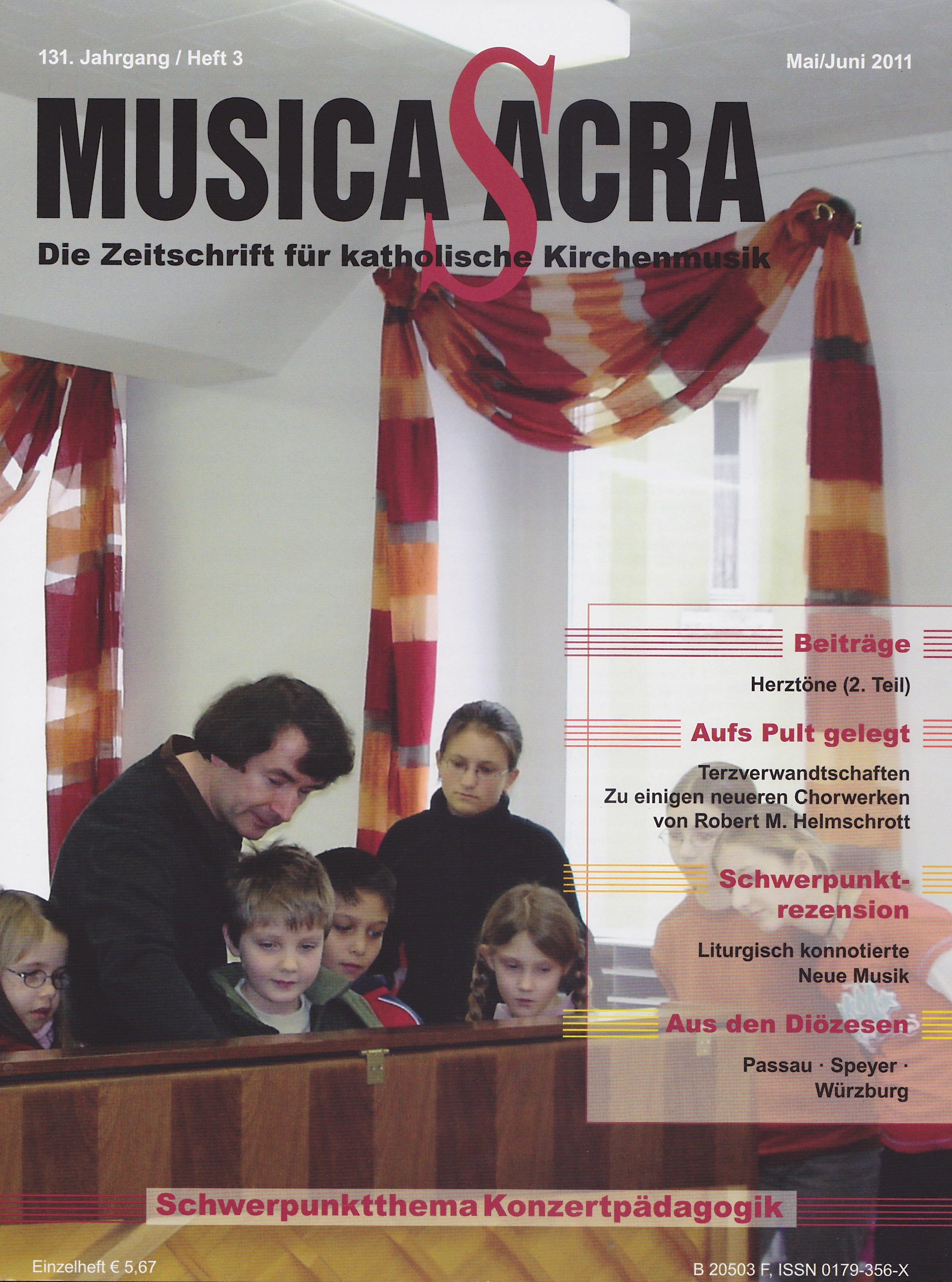
„Schwerpunktthema Konzertpädagogik“

### Fachmagazin-Ausgaben mit Themenschwerpunkt
- Das Orchester 1/2003: „Musikvermittlung. Neue Aufgaben für Orchester“.
- Das Orchester 9/2006: „Musikvermittlung. Pflichtaufgabe – auch für Orchester“.
- Das Orchester 11/2008: „Perspektivwechsel. Aufbruch in der Musikvermittlung“.
- Das Orchester 7–8/2011: „Funkpotenzial. Musikvermittlung im Rundfunk“.
- Diskussion Musikpädagogik, Sonderheft 2 (2009): „Musikvermittlung – Konzertpädagogik in Detmold“.
- Diskussion Musikpädagogik, Sonderheft 9 (2018): „Zusammenspiel? Musikprojekte an der Schnittstelle von Kultur- und Bildungseinrichtungen“.
- Diskussion Musikpädagogik, Heft 54 (2012): „Musikvermittlung als Aufgabe der Musikpädagogik“.
- Musica sacra 3/2011: „Schwerpunktthema Konzertpädagogik“.
- Üben & Musizieren 5/2001: „Neue Hörer für die Klassik“.
- Üben & Musizieren 6/2006: „Musikvermittlung“.